# 帕默脊骨神经医学院

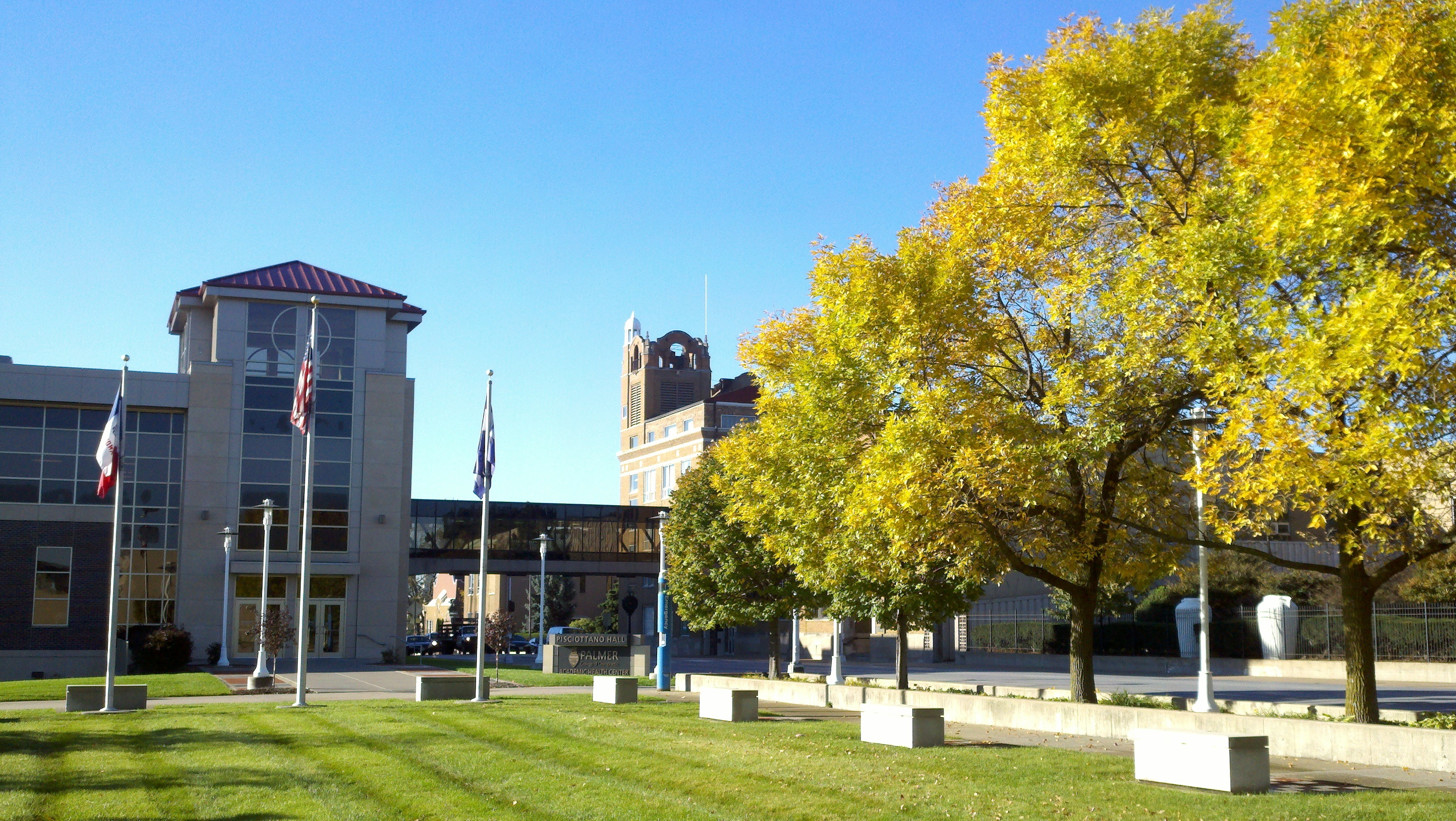
世界上第一所脊骨神经医学院，位于愛荷華州達文波特

帕默脊骨神经医学院位于美國艾奥瓦州达文波特，是脊骨神经医学的创始学院。学院由丹尼尔·戴维·帕默被誉为脊骨神经医学之源。学院原本叫做帕默治疗学校。大部分早期的脊骨神经医学学校都是该校校友创办的。

## 历史
帕默脊骨神经医学院由该领域创始人丹尼尔·戴维·帕默创立。丹尼尔是脊椎按摩疗法的创始人。丹尼尔的儿子巴特利·约书亚·帕默博士是脊骨神经医学的发展者，他大大扩大了学校的范围，为今天的校园和职业奠定了基础。他于1904年接手了帕默脊骨神经医学院的管理工作。根据帕默学院网站，巴特利的贡献包括广泛的研究，改善了脊柱调整方法和分析方法，提高了脊骨神经医学教育的的标准，并增进世界范围内对脊骨神经医学的了解。”
在巴特利·约书亚·帕默于1961年去世后，他的儿子大卫·D·帕默博士担任校长并将学院更名为帕默脊骨神经医学院。他还使学校更现代化，建立了帕默脊骨神经医学院国际校友会。

## 学校使命
帕默脊骨神经医学院致力于提升教育，把学生培养成合格的脊骨神经医生（D.C.），可以直接作为初级保健提供者和临床医师，促进健康并提供健康评估、处理患者的保健需求。
達文波特、圣何塞、珀特奥兰治
学院于1980年在加州圣何塞设立校区，与2002年在佛罗里达州珀特奥兰治设立校区。学院曾是帕默脊骨神经医学大学系统的一部分。如今学院不再属于该系统，学院拥有三个校区，主校区位于爱荷华州达文波特，分校区位于加州和佛罗里达州。该学院是是一个由单一董事会管理的非营利组织。

### 达文波特校区

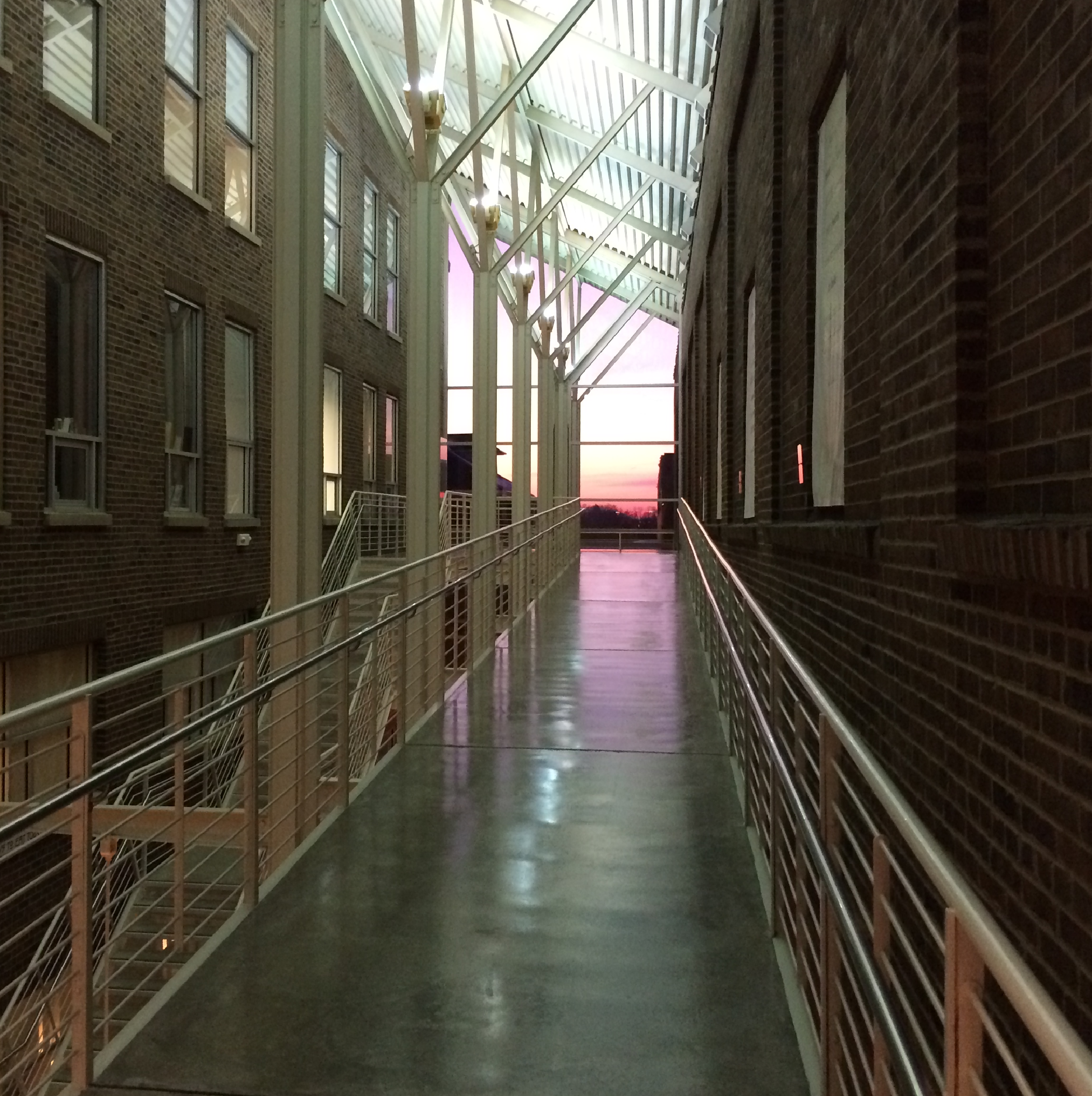
帕默学院达文波特校区

学院主校区位于達文波特布莱迪街1000号。该校区是丹尼尔·戴维·帕默在1897年创立的，校区位于密西西比河山谷地区的一个山丘上，俯瞰密西西比河。距离丹尼尔1895年首次创校的地方很近。
学院目前的校监是丹尼斯·马西奥里博士，他的办公室就在此校区。

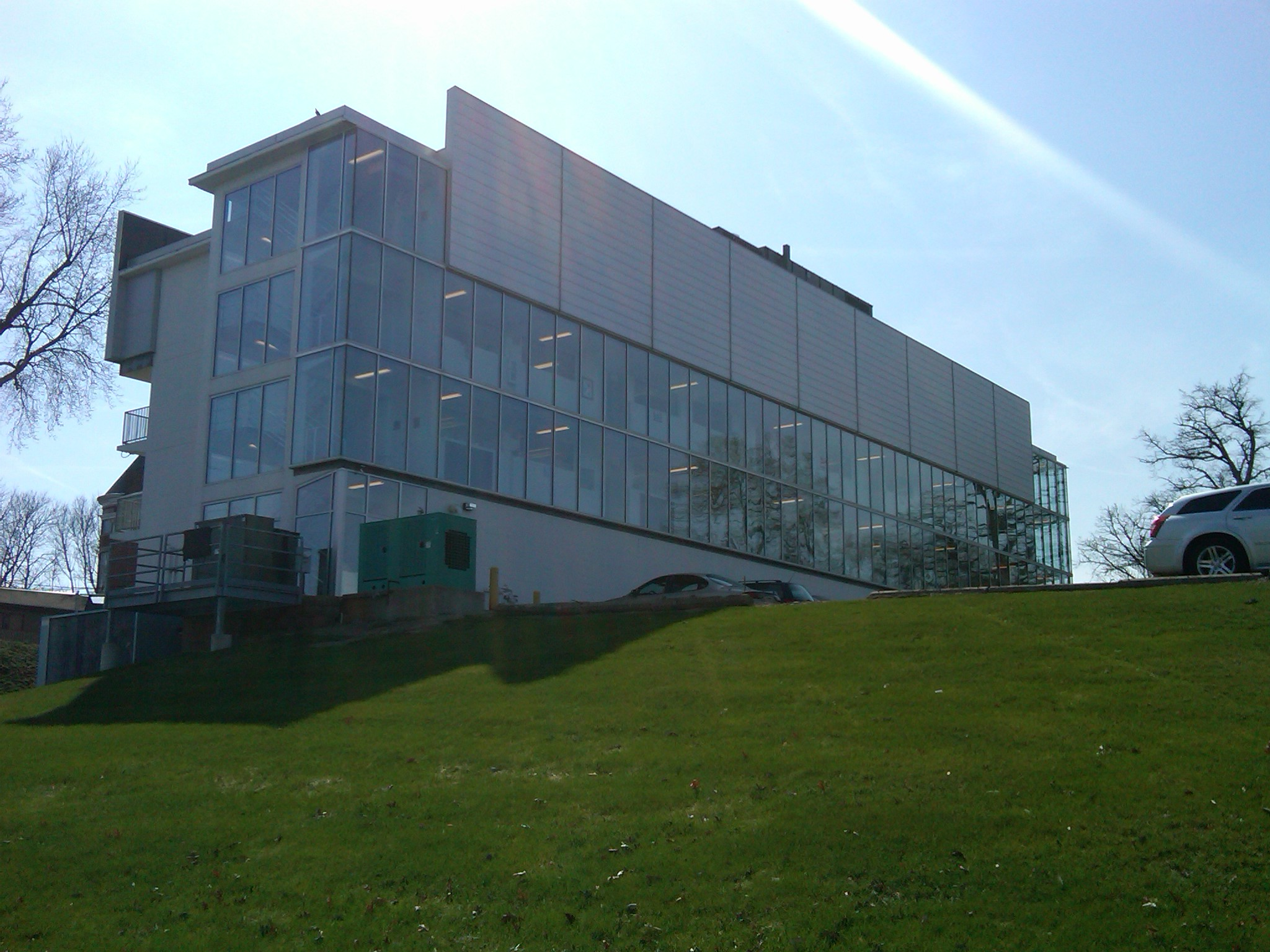
位于达文波特的威廉乔哈里楼，帕默脊骨神经医学研究中心

帕默脊骨神经医学研究中心成立于1995年，坐落于达文波特校区的威廉乔哈里楼里。中心是脊骨神经医学界规模最大资金最充足的研究中心。帕默脊骨神经医学研究中心包括所有三所帕默学院校区，并拥有1名研究和卫生政策副校长，1名研究主管，10名全职专职教师，8名副教授和23名行政和专业人员，年度预算总额约为500万美元，其中大部分由赠款和合同支持。
校区由新建筑和历史建筑组成。开放于2007年的帕默脊骨神经医学院健康中心，包括学院的门诊，欢迎中心，临床放射科（特色数字放射科），脊医康复和运动损伤部，临床学习资源中心。
其他建筑有大卫帕默健康科学图书馆、纪念馆（校区中最古老的建筑）、校区中心、B.J.和Mabel Palmer公寓、维基安妮帕默大厅等。

### 珀特奥兰治校区
珀特奥兰治校区位于珀特奥兰治市中心公园4777号，是学院最新的校区，成立于2002年，校区的校长是彼得·马丁。珀特奥兰治校区由詹姆斯·赫瑟创立于2002年。
该校区设有两座大楼房屋讲堂，图书馆，技术实验室，体检实验室，X光影像室，以及丰富的学习和共同网络和联盟，以扩大学生的资源和合作服务。

### 圣何塞校区
加州圣何塞校区设有实验室学习设施和相关技术，包括解剖实验室， 调整技术实验室，物理诊断实验室和X射线定位实验室支持各种实践学习。图书馆拥有藏书3.5万余册，共收集了9,000本期刊。还有作为X光片阅读，组织学和电脑学习的学习中心，拥有40多台个人电脑供学生使用。

## 认证
帕默学院的脊骨神经医生学位课程由经合组织教育委员会（CCE）认证委员会认可
帕默学院的校区由中北部大学校协会（NCA）高教委员会进行区域认定。

## 附属诊所
帕默脊骨神经医学院所有的校区都设有帕默附属社区诊所，为周围经济有困难的人或社会弱势群体提供优惠或免费的医疗服务。 阔德城地区有两家，分别位于艾奥瓦州达文波特和伊利诺伊州莫林。戴通納海灘地区有一家。南湾区有五个卫星诊所。这些附属诊所可以供学生去实习，并为参观的病人提供脊椎治疗服务。

## 著名校友
- Charles R. Herring（1968级，达文波特校区），巴吞鲁日脊骨神经医生，来自亚历山德里亚，1988-1992年任路易斯安那州众议院议员。[17]